# Xavier Salomó i Fisa
Xavier Salomó i Fisa (Sabadell, 1976) és un il·lustrador català.
Després de passar per la facultat de Belles Arts de la Universitat de Barcelona, decideix matricular-se a l'Escola Massana (Barcelona). Estudia dibuix, gravat i il·lustració amb Arnal Ballester, Daniel Sesé, Raimond Vayreda, Josep Madaula i Josep Manyà entre d'altres. Culmina els seus estudis amb Matrícula d'Honor i una beca per fer una estada al taller de gravat del Poble Espanyol. D'aleshores ençà, ha dedicat la seva vida professional a la il·lustració. Treballa per a les principals editorials catalanes, espanyoles i franceses. Ha guanyat dues vegades el Premi Junceda: l'any 2006, als millors llibres il·lustrats de no-ficció i l'any 2010, al millor llibre de ficció infantil per “10 ciutats i un somni”, de Combel Editorial.
Ha signat la majoria de les seves obres de literatura infantil al costat de l'escriptora catalana Meritxell Martí.

## Obra publicada
Xavier Salomó ha publicat amb les principals editorials catalanes, espanyoles i franceses de literatura infantil i juvenil. Els seus llibres han estat traduïts a l'anglès, taiwanès, alemany, portuguès, grec, coreà, rus i turc.
- La llegenda de Sant Jordi, amb Meritxell Martí, editat per Combel, 2017.
- Un sopar de por. 2017.[6]
- Le festin des affreux, amb Meritxell Martí, editat per Seuil, 2017.
- L'histoire perdue, amb Meritxell Martí, editat per Seuil, 2016.
- Quin caos d'habitació, editat per Cruïlla, 2014.
- OFF, editat per Seuil, 2014.[7]
- El país dels 260 clons, amb Meritxell Martí, editat per Cruïlla, 2013.
- Adéu, tristesa, 2013.[8]
- L'illa de les 160 diferències, amb Meritxell Martí, editat per Cruïlla, 2011.
- 10 ciutats i 1 somni, amb Meritxell Martí, editat per Combel.
- Esta es nuestra historia, de Ana Berástegui y Blanca G. Bengoechea,, editat per SM.
- Le Trésor de Piet, editat per Bayard.
- Una nit bestial, amb Meritxell Martí, editat per Cruïlla.
- Wagner, editat per SM.
- Mozart, editat per SM.
- El camino que no iba a ninguna parte, de Giani Rodari, editat per SM.[9]
- Me llamo Mozart, amb Meritxell Martí, editat per Parramón.